# Monomma pruinosum
Monomma pruinosum es una especie de coleóptero de la familia Monommatidae.

## Distribución geográfica
Habita en Aldabra (Seychelles).